# Boris Barabanow
Boris Nikołajewicz Barabanow, ros. Борис Николаевич Барабанов (ur. 5 lutego 1955 w Nowosybirsku) – rosyjski hokeista i trener hokejowy.

## Kariera zawodnicza
- Sibir Nowosybirsk (wychowanek, 1972-1976)
- Dinamo Ryga (1976-1977)
- Spartak Moskwa (1978-1979)
- Sibir Nowosybirsk (1983-1986)
- Maszynostroitiel Nowosybirsk (1986-1988)
- Dynama Mińsk (1988-1989)
- Towimor Toruń (1989, 1992-1996)
- HK Crvena zvezda Belgrad (1996-1997)

Pochodzi z Nowosybirska. Wychowanek miejscowej Mołodostii i klubu Sibir. W macierzystym zespole rozegrał łącznie 14 sezonów. Po występach w rodzinnych stronach oraz epizodycznie w Rydze i Moskwie przeniósł się do Dynama Mińsk w ówczesnej Białoruskiej SRR (wraz z nim także napastnicy Władimir Mielenczuk i Siergiej Agulin).
Na początku stycznia 1989 przyjechał do Polski i w trakcie sezonu 1988/1989 został zatrudniony w klubie Towimor Toruń (wraz z nim przyjechali trener Wasilij Bastiers i obrońca Walerij Usolcew). Byli jednymi z pierwszych obcokrajowców w polskiej lidze. Barabanow i Usolcew zostali uznani za jednych najwybitniejszych zawodników w historii toruńskiego hokeja. W sezonie 1990/1991 Barabanow sprowadził do Torunia Władimira Mielenczuka.

## Kariera trenerska
- Maszynostroitiel Nowosybirsk (1988-1989)
- Towimor Toruń (styczeń 1989-1990)
- Tysovia Tychy (1990-1992)
- Towimor Toruń (1992-1996)
- HK Crvena zvezda Belgrad (1997-styczeń 1998), trener drużyny młodzieżowej
- Sibir Nowosybirsk (1998-2000, w tym styczeń-lipiec 1998 jako I trener drużyny seniorskiej)

Jako trener pracował w rodzinnym Nowosybirsku, Toruniu. W późniejszych latach podjął pracę w przedsiębiorstwie „Pietrospiek” w Petersburgu.

## Sukcesy i wyróżnienia
Reprezentacyjne
- Złoty medal mistrzostw świata juniorów do lat 20: 1975 z ZSRR[13][14][15]

Zawodnicze
- Złoty medal wyższej ligi: 1975, 1983 z Sibirem Nowosybirsk
- Złoty medal mistrzostw Serbii: 1997 z Crveną zvezdą Belgrad

Wyróżnienia
- W uznaniu zasług Barabanowa w hali klubu Sibir została umieszczona jego koszulka.
- Medal „65 lat ojczystemu hokejowi” (przyznany przez Federację Hokeja Rosji)